# Cicones (geslacht)
Cicones is een geslacht van kevers uit de familie somberkevers (Zopheridae).

## Soorten
Deze lijst is mogelijk niet compleet.
- C. angustissimus
- C. boninus
- C. carpini
- C. cephalotes
- C. hayashii
- C. hayashli
- C. minor
- C. montanus
- C. oblongopunctata
- C. rufosignatus
- C. tokarensis
- C. ussuriensis